# Globus
Glóbus (latinsko globus – obla, krogla) je trirazsežni pomanjšani model Zemlje in drugih sfernih teles, kot so planeti, zvezde ali Luna. 
Globus je v merilu pomanjšan in poenostavljen model Zemlje (Zemeljski globus) ali drugih planetov (npr. Marsov globus) ali v obliki krogle zamišljenega zvezdnega neba (nebesni globus), narejen iz lesa, kovine ali plastike. Najstarejši znani zemeljski globus je leta 1492 izdelal nemški geograf Martin Behaim.

## Razvoj besede
Tujka, ki je v slovenščino prišla v 19. stoletju, je prevzeta po zgledu iz nemške besede Globus v pomenu 'model Zemlje', le ta pa iz latinske globus kar je prvotno pomenilo 'gruda, kepa'.